# Kabelpilotprojekt
Die vier Kabelpilotprojekte waren Großversuche zur Erforschung der Auswirkungen der möglichen Programmvermehrung von Hörfunk und Fernsehen per Kabelfernsehen in der Bundesrepublik Deutschland in den 1980er Jahren.

## Geschichte
Ende der 1920er-Jahre begann die Verbreitung von Hörfunk in den bayerischen Großstädten über das Telefonnetz (Drahtfunk), und Ende der 1930er-Jahre gab es Fernseh-Drahtfunk in Berlin und Hamburg. Im Dezember 1974 gingen Kabel-Versuchsanlagen der Deutschen Bundespost in Hamburg und Nürnberg und später in Düsseldorf in Betrieb; Rechtsgrundlage war ab 1978 § 49a der Fernmeldeordnung. 1982 waren nach Auskunft der Bundesregierung 49,6 % der Haushalte in der Bundesrepublik an private Gemeinschaftsantennen mit Kabelnetzen (Beispiel: Bremen) und 1,3 % an KTV-Netze der Bundespost angeschlossen. In der DDR gab es Antennengemeinschaften, die auch den Empfang von westdeutschen Programmen ermöglichten (frühes Beispiel: Burgstädt ab 1972). Die Neuerung bei den sog. Kabelpilotprojekten der 1980er-Jahre lag nicht zuletzt in der Zulassung privater Rundfunkveranstalter.
Die Durchführung dieser rund 140 Millionen DM teuren Projekte war bereits 1978 von den Ministerpräsidenten der Bundesländer auf Vorschlag der Kommission für den Ausbau des technischen Kommunikationssystems (KtK; Vorsitz: Eberhard Witte) beschlossen worden. Als Projektorte wurden Berlin, Dortmund, Mannheim, Ludwigshafen am Rhein und München ausgesucht. Zur Vorbereitung wurde in diesen Städten ab 1982 der Ausbau der Kabelnetze durch die Deutsche Bundespost begonnen, zunächst beschränkte sich die Programmbelegung jedoch auf die ortsüblich empfangbaren Sender. Die Projekte starteten dann 1984 bzw. 1985 in Form von Einspeisung von bis zu 26 Fernsehprogrammen sowie zusätzlicher Hörfunkprogramme, darunter sowohl neue Angebote öffentlich-rechtlicher, ausländischer Programme, als auch erstmals in der Bundesrepublik produziertes Privatfernsehen. Für die Zulassung privater Hörfunk- und Fernsehveranstalter mussten die bestehenden Landesrundfunkgesetze geändert werden, da bisher Privatrundfunk nicht erlaubt war. Als erstes Land änderte Niedersachsen im Mai 1984 das Landesgesetz hierzu.
Finanziert wurden die Kabelpilotprojekte durch eine am 11. Mai 1978 beschlossene Erhöhung der Rundfunkgebühr, den sogenannten „Kabelgroschen“ in Höhe von monatlich 0,20 DM.
Im Rahmen der Projekte wurden verschiedene neuartige Techniken und Dienste getestet, deren Akzeptanz und Auswirkungen in umfangreichen Begleitstudien dokumentiert wurden. Die Studien sollten eine Grundlage für die politische Entscheidung über den weiteren Ausbau der Kabelnetze und die Zulassung des Privatfernsehens bilden. Allerdings waren diese Medien bei Projektende bereits bundesweit etabliert. In Werbeaussagen der Deutschen Bundespost wurde in Bildmontagen darauf hingewiesen, dass Hausantennen durch einen Kabelanschluss überflüssig würden und dieser somit auch das Erscheinungsbild der Häuser einer Stadt oder Gemeinde verschönere.

## Die Projekte

### Ludwigshafen am Rhein
Das Projekt Ludwigshafen/Vorderpfalz begann als erstes und bildete damit den Start des Kabelfernsehens und des privaten Fernsehens und Hörfunks in Deutschland. Helmut Kohl sowie Leo Kirch unterstützten das Landesgesetz über einen Versuch mit Breitbandkabel vom 4. Dezember 1980. Das Projekt startete, betrieben durch die Anstalt für Kabelkommunikation (AKK), am 1. Januar 1984 um 9:45 Uhr in einem Kellerstudio in Ludwigshafen am Rhein, Turmstraße 8 und war auf drei Jahre angelegt. Die sog. „Rückholbarkeit“ war jedoch von Anfang an zweifelhaft; aufgrund der großen Akzeptanz in der Bevölkerung wurde der private Rundfunk im Fernseh- und Hörfunkbereich weitergeführt und ist heutzutage nicht mehr wegzudenken. An den Versuch schloss das Landesrundfunkgesetz vom 24. Juni 1986 an.
Das Projektgebiet erstreckte sich von Ludwigshafen bis Edenkoben. Bis März 1984 waren 2.600 Haushalte an das Kabelnetz angeschlossen, bei Projektende 1986 waren es über 78.000 (entsprechend einer Anschlussdichte von 42,5 % der anschließbaren Haushalte). Anfangs wurden 19 Fernseh- und 23 Hörfunkkanäle über das Kabelnetz verbreitet, am Ende waren es 24 Fernseh- und 26 Hörfunkkanäle. Der erste Privatsender war die PKS (Programmgesellschaft für Kabel- und Satellitenfunk), die Vorgängerin von Sat.1, die durch Fernsehwerbung ihr Programm finanzierte. Die Werbung durfte maximal 20 Prozent des Gesamtprogramms ausmachen und nur in zwei Blöcken zwischen einzelnen Sendungen ausgestrahlt werden. Den ersten Satz („Meine sehr verehrten Damen und Herren, in diesem Moment sind Sie Zeuge des Starts des ersten privaten Fernsehveranstalters in der Bundesrepublik Deutschland“) sprach um 9:58 Uhr der damalige Geschäftsführer der Frankfurter PKS und später auch des Nachfolgers Sat.1 Jürgen Doetz zusammen mit Irene Joest.
Programmangebot 1984:
| 22 Fernsehkanäle                                      | 23 Hörfunkkanäle                                                         |
| ----------------------------------------------------- | ------------------------------------------------------------------------ |
| E02 ARD (SDR)                                         | 87,60 AFN (stereo)                                                       |
| E04 HR3                                               | 87,95 DLF (mono)                                                         |
| S04 TF1                                               | 90,25 HR 1 (st)                                                          |
| S05 Antenne 2                                         | 91,15 HR 2 (st)                                                          |
| S06 FR3                                               | 91,65 Fr.S Musique (m)                                                   |
| S07 Satellite Channel (engl.)                         | 92,35 Fr.S Culture (m)                                                   |
| S08 ARD (HR)                                          | 94,25 Fr.S Inter (m)                                                     |
| S09 S3 (BW)                                           | 94,90 HR 3 (st)                                                          |
| S10 musicbox (ab 1. Juni 1984)                        | 96,90 BR 1 (m)                                                           |
| E05 S3 (RP)                                           | 97,25 BR 2 (m)                                                           |
| E07 ZDF                                               | 98,90 SR 1 (m)                                                           |
| E09 BR3                                               | 99,30 SR 2 (m)                                                           |
| E11 ARD (SWF RP)                                      | 100,15 SDR 4 (m)                                                         |
| S11 SWF Bildung (Der schlaue Kanal)                   | 100,80 SWF 1 (st)                                                        |
| S12 ZDF Musikkanal                                    | 101,15 SWF 2 (st)                                                        |
| S13 ZDF 2/EPF (Erstes Privates Fernsehen)             | 101,70 SWF 3 (st)                                                        |
| S14 Tele-Zeitung (Rheinpfalz, ab 6. April 1984)       | 102,10 SDR 1 (st)                                                        |
| S15 PKS/FAZ/Tele-Südwest/Otto-Maier-Verlag            | 102,90 SDR 2 (st)                                                        |
| S16 Bürgerservice/musicbox (später S10)               | 103,85 SDR 3 (st)                                                        |
| S17 Mischkanal                                        | 104,35 AKK 1: Radio Weinstraße (st)                                      |
| S18 Offener Kanal (später S19)                        | 104,75 AKK 2: ERF, Allfunk GmbH u. a. (st)                               |
| S18 Movie Channel 1 (1. Dezember 1984 – 31. Mai 1985) | 105,10 AKK 3: Int. Christl. Rundfunkgem., Stimme der Hoffnung u. a. (st) |
|                                                       | 105,40 AKK 4: Offener Kanal (st)                                         |
| Später:                                               | Später:                                                                  |
| E06 Music Box (engl.)                                 | 105,85 Voice of America (st; ab 15. Oktober 1985)                        |
| E08 1 Plus                                            | 106,40 Radio 4 (st; ab 30. April 1986)                                   |
| S18 RTL plus (ab 28. August 1985)                     | 107,80 Deutschlandfunk (st)                                              |

### München
In München beteiligten sich bei Sendebeginn am 1. April 1984 etwa 700 Haushalte; bei Projektende 1985 waren 8.800 Haushalte angeschlossen (Anschlussdichte 15,7 %). Das Projekt wurde von der Münchner Pilot-Gesellschaft für Kabel-Kommunikation (MPK GmbH, später MGK GmbH) betrieben.
Im Hörfunk nahmen zu Beginn vier private Stationen ihren Sendebetrieb auf: Radio M1 („Studio München“, daneben gab es den davon unabhängigen Sender Radio München), Radio Xanadu, Radio Aktiv und die Neue Welle Bayern. Mit Radio 2000 (bayerische Tageszeitungen, heute an der BLR beteiligt) und dem Bayerischen Heimatfunk ab November 1984 sowie Radio Gong, Musikwelle Süd (Burda), Radio 8/9 (Springer), Radio 44 (Neue Constantin Film) und UFA-Radio ab Januar 1985 stieg die Zahl auf 11 private Hörfunk-Anbieter. Diese teilten sich ab dem 29. Mai 1985 auch drei terrestrische UKW-Frequenzen (89,0–bald Radio 1/92,4/96,3 MHz). Einen offenen Kanal gab es nicht.
Ende 1984 ist die Stadt München, die zu 10 Prozent an der MPK beteiligt war, ausgestiegen, mit der Begründung, dass es den Charakter eines Versuchs verloren hätte und eine fundierte wissenschaftliche Begleitforschung nicht gewährleistete. Eine gesetzliche Grundlage erhielt das Projekt erst mit dem Gesetz über die Erprobung und Entwicklung neuer Rundfunkangebote und anderer Mediendienste in Bayern (MEG) vom 24. November 1984. Das Projekt endete nach 1¾ Jahren am 31. Dezember 1985 (Art. 5 MEG); daraufhin nahm die BLM ihre Arbeit auf, und 1992 wurde das MEG durch das Bayerische Mediengesetz abgelöst.
Programmangebot 1984:
| 17 Fernsehkanäle                          | 17 Fernsehkanäle                                  | 17 Fernsehkanäle                                          | 23 Hörfunkkanäle                                         |
| Kab.                                      | Ant.                                              | Programm                                                  | Programm                                                 |
| ----------------------------------------- | ------------------------------------------------- | --------------------------------------------------------- | -------------------------------------------------------- |
| K 1                                       | E10                                               | ARD                                                       | Bayern 1                                                 |
| K 2                                       | E35                                               | ZDF                                                       | Bayern 2                                                 |
| K 3                                       | E56                                               | BR3                                                       | Bayern 3                                                 |
| K 4                                       | E08                                               | ORF 1 (Österreich)                                        | Bayern 4 (Gastarbeiterprogramm?)                         |
| K 5                                       | E32                                               | ORF 2 (Österreich)                                        | 90,65 Radio München (vom BR; ab 15. Mai 1985 City-Welle) |
| K 6                                       | –                                                 | „Schnupperkanal“ der MPK                                  | SDR 1                                                    |
| K 7                                       | –                                                 | PKS (später Sat.1)                                        | SDR 2                                                    |
| K 8                                       | –                                                 | „Jugend-Spiel-Sport“ (BR; ab 1. April 1985 „BayernKabel“) | SDR 3                                                    |
| K 9                                       | –                                                 | ZDF 2 (ab 1. Dezember 1984: 3sat)                         | Ö1 (Österreich)                                          |
| K 11                                      | –                                                 | musicbox (KMP)                                            | Ö2 (Radio Salzburg)                                      |
| K 12                                      | –                                                 | ZDF Musikkanal                                            | Ö2 (Radio Oberösterreich?)                               |
| K 13                                      | –                                                 | „TV-Kultur-Club“ (BR)                                     | Ö3 (Österreich)                                          |
| K 14                                      | –                                                 | Sky Channel (engl.)                                       | DRS 1 (Schweiz)                                          |
| K 15                                      | –                                                 | TV5 (franz.)                                              | DRS 2 (Schweiz)                                          |
| K 16                                      | –                                                 | S3 (nur bis 3.1985)                                       | Deutschlandfunk                                          |
| K 17                                      | –                                                 | DRS (Schweiz; nur bis 9.1984)                             | American Forces Network                                  |
| K 22                                      | –                                                 | Tele-Zeitung (m.b.t.)                                     | 92,75 – M 1 Studio München (privat)                      |
|                                           |                                                   | später:                                                   | 102,75 – Radio Xanadu (privat)                           |
| Unser kleines Theater (ab 2. Jänner 1985) | 103,65 – Neue Welle Bayern (Antenne München GmbH) |                                                           |                                                          |
| RTL plus (ab 4. Oktober 1985)             | 106,10 – Radio Aktiv (privat)                     |                                                           |                                                          |
| tv weiß-blau (ab 18. November 1985)       | Radio Brenner (Südtirol)                          |                                                           |                                                          |
| Teleclub (Pay-TV)                         | Radio 2000 (m.b.t.; ab 11.1984)                   |                                                           |                                                          |
| 1 Plus (ab 29. März 1986)                 | 107,65 – Bayerischer Heimatfunk (ab 11.1984)      |                                                           |                                                          |

### Dortmund
Das Kabelpilotprojekt in Dortmund startete am 1. Juni 1985 auf Grundlage des Gesetzes über die Durchführung eines Modellversuchs mit Breitbandkabel (KabVersG NW) vom 20. Dezember 1983. Die Verantwortung lag bei der Projektstelle „Kabelfunk Dortmund“ des WDR (Erdmann Linde) und beim ZDF. Der WDR produzierte Lokalfernsehen Dortmund und Radio Dortmund mit der bimedialen Sendereihe „Dabei in Dortmund“ sowie bis zu sechs kostenpflichtige Spartenkanäle. Wie in Ludwigshafen gab es auch einen offenen Kanal (Fernsehen und Hörfunk). Private Anbieter waren anfangs nicht vorgesehen, kamen dann aber doch bald zum Zug, und zwar nicht nur im Projektgebiet Dortmund, sondern landesweit in den Kabelanlagen. Ende 1987 waren in Dortmund 10.000 Haushalte angeschlossen (Anschlussdichte 22 %). Formal endete das Projekt nach drei Jahren am 31. Mai 1988, doch wurde es vom WDR teilweise fortgeführt (Sender Schwerte: Lokalfernsehen Dortmund bis Ende 1990 auf Kanal 43, Radio Dortmund bis Ende 1994 auf UKW 87,8).
Programmangebot 1985:
| 21 Fernsehkanäle | 21 Fernsehkanäle | 21 Fernsehkanäle                                     | 19 Hörfunkkanäle                             | 19 Hörfunkkanäle                             |
| Kab.             | Ant.             | Programm                                             | Programm                                     | Ant.                                         |
| ---------------- | ---------------- | ---------------------------------------------------- | -------------------------------------------- | -------------------------------------------- |
| K 1              | E09              | ARD (WDR)                                            | WDR 1                                        | 88,8                                         |
| K 2              | E25              | ZDF                                                  | WDR 2                                        | 99,2                                         |
| K 3              | E53              | WDR3                                                 | WDR 3                                        | 95,1                                         |
| K 4              | –                | Lokal-Fernsehen (WDR)                                | WDR 4                                        | 100,4                                        |
| K 5              | –                | *Gestern (Wiederholungsprogramm, ab 1. August 1985)  | Radio Dortmund                               | 87,8                                         |
| K 6              | –                | *Sport und Information (ab 1. Juli 1985)             | Offener Kanal                                | –                                            |
| K 7              | –                | *Die kluge Sieben (Bildungskanal, ab 1. August 1985) | HR 1                                         | 91,0                                         |
| K 8              | –                | *Familien-Fernsehen (ab 3. Juni 1985)                | HR 2                                         | 99,6                                         |
| K 9              | –                | *Kulturkanal (ab 1. Juli 1985)                       | HR 3 (mono)                                  | 87,6                                         |
| K 10             | –                | *Unterhaltungskanal (ab 3. Juni 1985)                | DLF (mono)                                   | MW/LW                                        |
| K 11             | –                | Offener Kanal                                        | NDR 1                                        | 92,4                                         |
| K 12             | –                | ZDF-Musikkanal                                       | NDR 2                                        | 89,2                                         |
| K 13             | –                | 3sat                                                 | NDR 3                                        | 98,8                                         |
| K 14             | –                | Sat.1                                                | SWF 2                                        | 95,4                                         |
| K 15             | –                | RTL plus                                             | SWF 3                                        | 92,8                                         |
| K 16             | E56              | N3                                                   | BFBS                                         | 96,5                                         |
| K 20             | –                | Kabeltext für alle (ab 1. September 1985)            | Hilversum 1                                  | 88,2                                         |
| K 21             | –                | Sky Channel (engl.)                                  | Hilversum 2                                  | 94,5                                         |
| K 22             | –                | TV5 (franz.)                                         | Hilversum 3                                  | 90,9                                         |
| K 23             | –                | Music Box (engl.)                                    | *: kostenpflichtige Spartenprogramme vom WDR | *: kostenpflichtige Spartenprogramme vom WDR |
| K 24             | –                | musicbox                                             | *: kostenpflichtige Spartenprogramme vom WDR | *: kostenpflichtige Spartenprogramme vom WDR |
| –                | E49              | (SSVC)                                               | *: kostenpflichtige Spartenprogramme vom WDR | *: kostenpflichtige Spartenprogramme vom WDR |

### Berlin
Ende der 70er Jahre hat die Deutsche Bundespost mit der Verkabelung West-Berlins begonnen. Am 5. Dezember 1980 startete das Glasfaserprojekt „Berlin II“ (Wilmersdorf). Vor Beginn des Kabelpilotprojekts wurden nur die ortsüblichen Sender eingespeist (zeitweise einschließlich AFN-TV, das im Kabelpilotprojekt ausgeschlossen war).
Dieses startete zwei Tage vor Beginn der IFA am 28. August 1985 mit der Einspeisung von zusätzlichen 12 Fernsehprogrammen und zwei Hörfunksendern auf Grundlage des Gesetzes über die Durchführung des Kabelpilotprojekts Berlin (KPPG) vom 17. Juli 1984. Mit zu Beginn 218.000 und nach vier Jahren 468.000 angeschlossenen Haushalten war es das teilnehmerstärkste Kabelpilotprojekt (Anschlussdichte 48,6 %). Es endete nach fünf Jahren am 28. August 1990 mit Überleitungsregelung bis zum 30. April 1992.
Programmangebot 1985:
| 18 Fernsehkanäle | 18 Fernsehkanäle | 18 Fernsehkanäle         | 20 Hörfunkkanäle | 20 Hörfunkkanäle | 20 Hörfunkkanäle                  |
| Kab.             | Ant.             | Programm                 | Kab.             | Ant.             | Programm                          |
| ---------------- | ---------------- | ------------------------ | ---------------- | ---------------- | --------------------------------- |
| E02              | E27              | DDR F2                   | 88,15            | –                | UFA Radio RTL (31. Jänner 1986?)  |
| E04              | E31              | TV5 (FFB)                | 89,15            | –                | Hör 1 (28. August 1985)           |
| S04              | –                | Sky Channel (engl.)      | 90,70            | –                | Antenne Berlin (0. September1985) |
| S05              | –                | RTL plus                 | 92,80            | –                | Offener Kanal (11.1985?)          |
| S07              | –                | Sat.1                    | 94,00            | 87,9             | AFN                               |
| S08              | –                | Berliner Kabelvision     | 94,60            | 97,7             | Stimme der DDR                    |
| S09              | –                | Misch- und offener Kanal | 95,50            | 91,4             | Berliner Rundfunk (DDR)           |
| S10              | –                | Havelwelle               | 96,85            | –                | Radio B1 (19. Jänner 1986)        |
| E06              | E39              | NDR/RB/SFB3              | 99,5             | –                | DLF                               |
| E08              | E33              | ZDF                      | 100,05           | 89,6             | RIAS 1                            |
| E10              | E07              | ARD (SFB)                | 101,15           | 94,3             | RIAS 2                            |
| E12              | E05              | DDR F1                   | 101,85           | 88,8             | SFB 1                             |
| S13              | –                | 3sat                     | 102,40           | 92,4             | SFB 2                             |
| S14              | –                | ZDF-Musikkanal           | 102,70           | 96,3             | SFB 3                             |
| S15              | –                | BR3                      | 103,80           | 98,2             | SFB 4                             |
| S16              | –                | WDR3                     | 105,50           | 93,6             | FFB                               |
| S17              | –                | musicbox                 | 105,95           | 90,2             | BBC                               |
| S19              | –                | Music Box (engl.)        | 107,00           | 98,8             | BFBS                              |
| –                | E21              | (sowjet. Fernsehen)      | 107,30           | 95,8             | Radio DDR 1                       |
| –                | E29              | (AFN)                    | 107,90           | 99,7             | Radio DDR 2                       |
| –                | E41              | (SSVC)                   |                  |                  |                                   |

## Kosten für die Teilnehmer an Pilotprojekten
Nach dem Stand von Mai 1984 entstanden folgende Kosten:
- 250 bis 300 DM für die Verlegung der Kabel innerhalb eines Hauses,
- 120 DM Kabelanschlusskosten, 3 Monate nach der Verkabelung eines Gebietes betrugen diese 250 DM,
- 200 DM für einen Konverter mit Abruftechnik für den Rückkanal des Kabelanschlusses (ein Ferngesteuertes Adressierbares Teilnehmer-Konverter-System (FAT) der Antennenbaufirma Fuba) zum Empfang für geplante Pay-TV-Programme. Alternativ konnte dieser auch für 2,50 DM monatlich gemietet werden.
- 6 DM monatliche Postgebühren,
- sowie Gebühren der Träger des Pilotprojektes. Bei der Münchener Pilotgesellschaft für Kabelkommunikation (MPK) lag diese monatlich bei 10,25 DM und bei der Anstalt für Kabelkommunikation Ludwigshafen (AKK) bei monatlich 5,00 DM.